# Alexander Carl Heinrich Braun
Alexander Carl Heinrich Braun (Ratisbona, 10 maggio 1805 – Berlino, 29 marzo 1877) è stato un botanico tedesco.